# Bergaer Sattel
Der Bergaer Sattel ist ein nach dem Ort Berga/Elster in Thüringen benannte gekrümmte geologische Struktur aus sich über Millionen von Jahren gebildeten in Gesteinsschichten.
Die als Bergaer Sattel benannte Gebirgsformation wird im Gegensatz zur Bezeichnung als Sattel in seiner geologischen Struktur jedoch einer Wölbung zugeordnet und umfasst ein Gebiet von 72 km Länge und circa 20 km Breite von Ronneburg im Nordosten bis hin in die Nähe von Bad Steben im Südwesten.

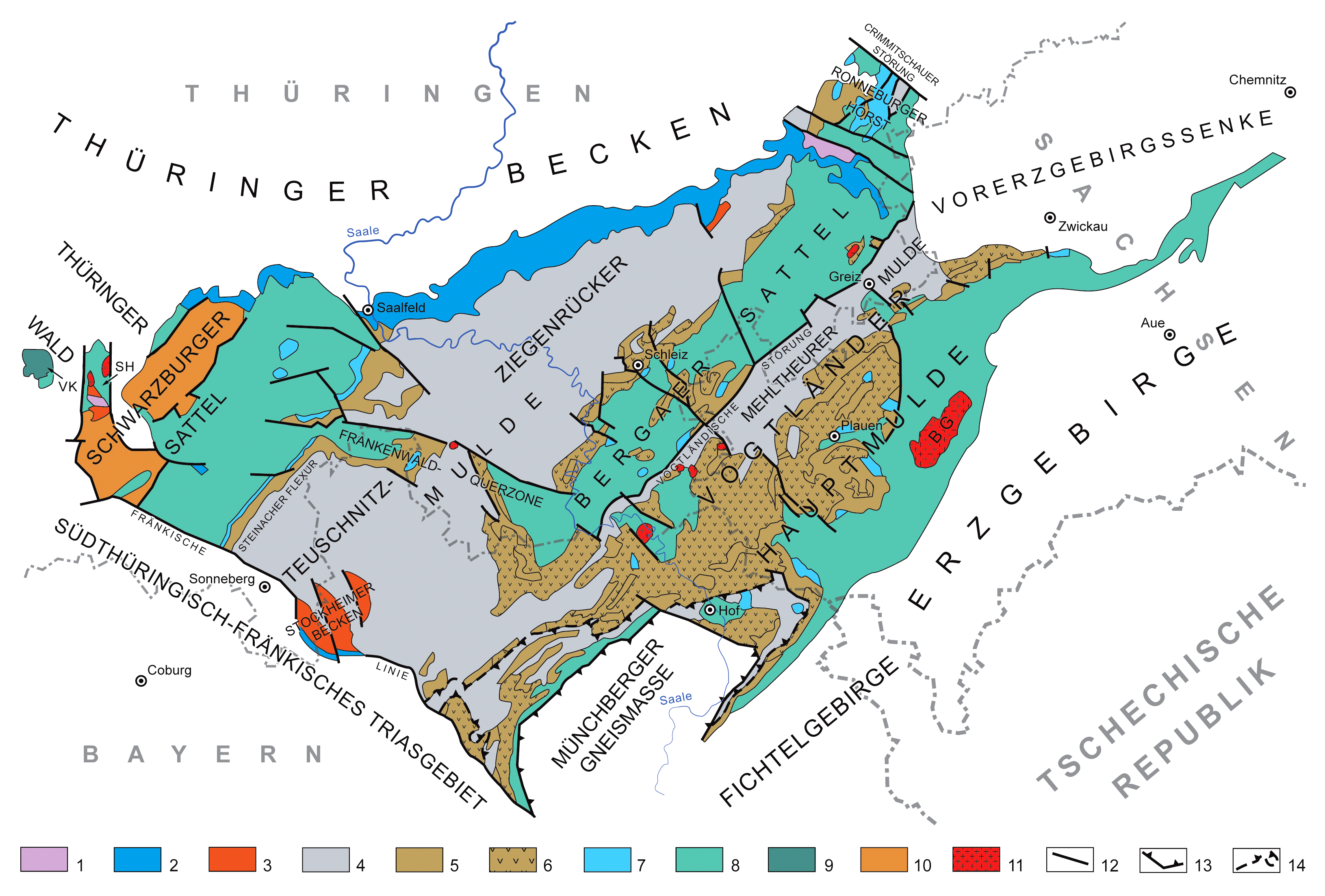
Ausdehnungsbereich von Ronneburg im Nordosten bis nah an Bad Steben im Südwesten

Das Ordovizium des Bergaer Sattels birgt auch magmatisches Gestein, das nur in diesem Gebiet zu finden ist.
Das Museum des Heimat- und Geschichtsvereins Berga/Elster e.V. beherbergt eine spezielle Sammlung von Mineralien und Gesteinen des Bergaer Sattels.